# Cumberland County, North Carolina
Cumberland County är ett administrativt område i delstaten North Carolina, USA, med 319 431 invånare. Den administrativa huvudorten (county seat) är Fayetteville.

## Geografi
Enligt United States Census Bureau har countyt en total area på 1 704 km². 1 691 km² av den arean är land och 16 km² är vatten.

### Angränsande countyn
- Harnett County - nord
- Sampson County - öst
- Bladen County - syd
- Robeson County - sydväst
- Hoke County - väst
- Moore County - nordväst